# Praha-Libeň (nádraží)
Praha-Libeň je železniční stanice v městské části Praha 9 v katastrálních územích Libeň a Vysočany. Staniční budova stojí v k. ú. Vysočany na adrese Českomoravská 316/24. 
Stanice je součástí pražského železničního uzlu, leží na železniční trati číslo 010 Praha – Český Brod – Kolín – Česká Třebová a jsou do ní zaústěny další spojovací trati. Zastavují zde osobní vlaky všech kategorií a v nákladní přepravě patří mezi nejvýznamnější stanice v Česku.

## Historie

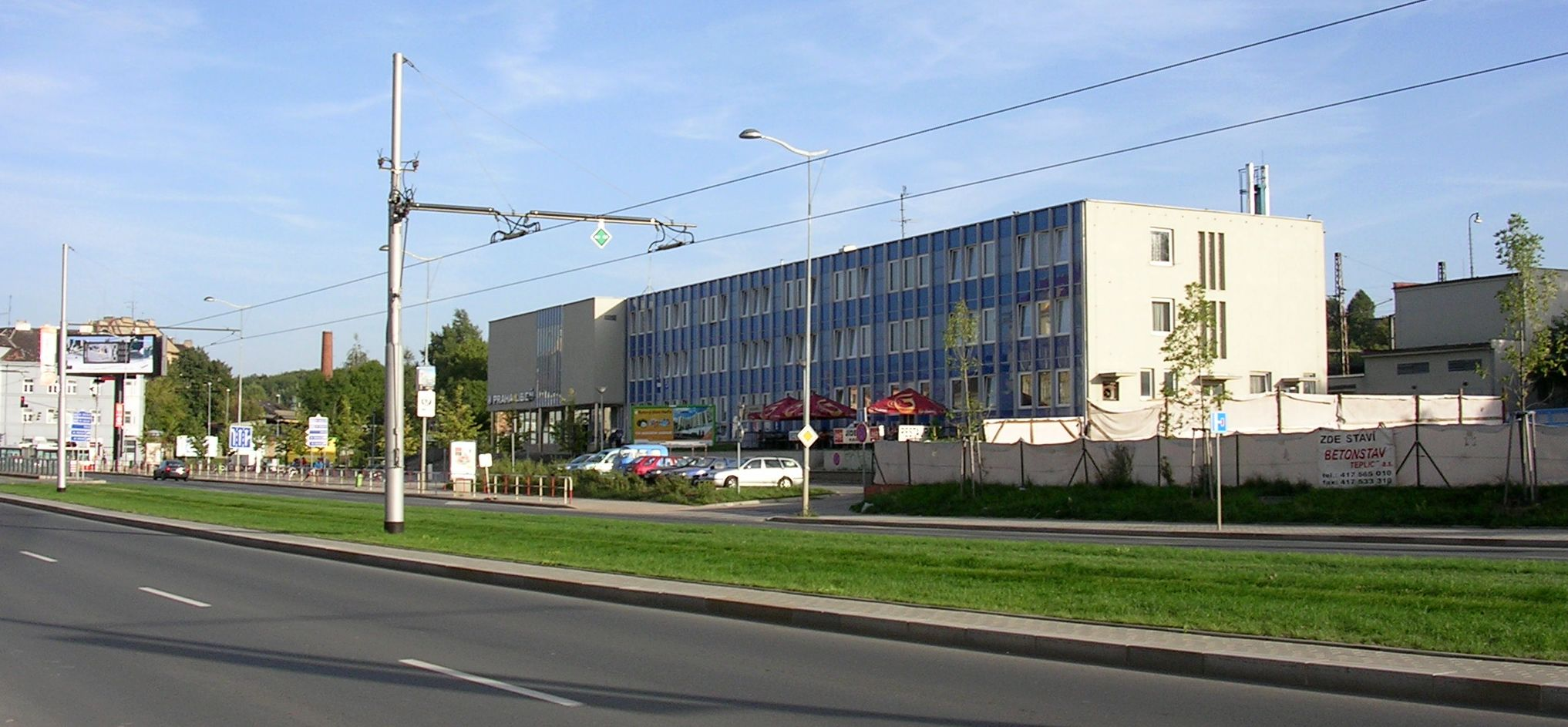
Nádraží Praha-Libeň od Českomoravské ulice

Železniční stanice Praha-Libeň vznikla v roce 1877 na dráze Olomouc – Praha, která procházela tímto místem již v roce 1845. Tehdy na ní ležely na území dnešní Prahy jen dvě stanice – Běchovice a dnešní Masarykovo nádraží. Zastávky zde nebyly žádné. Úsek železniční dráhy mezi těmito stanicemi byl dvoukolejný, zatímco zbytek trati Olomouc – Praha byl jen jednokolejný. V době vzniku stanice byla provozována Rakouskou společností státní dráhy. Jízdu na dnešní hlavní nádraží umožňovala spojovací trať z Masarykova nádraží Hrabovky, vybudovaná jako úsek Pražské spojovací dráhy.
V letech 1923 až 1941 se užívalo označení Libeň horní nádraží. Tím byla odlišena od stanice Libeň-dolní nádraží (otevřené také v roce 1877), která byla umístěna na Palmovce na trati vedené na nádraží Praha-Těšnov.
V roce 1919 byla do nádraží zaústěna trať přes tunel pod Táborem a nádraží Praha-Malešice na seřaďovací nádraží do Vršovic.
V roce 1926 přibyla spojka do tehdy nově vybudované výhybny Vítkov, což umožnilo jízdu na hlavní nádraží přes Starý Vítkovský tunel.

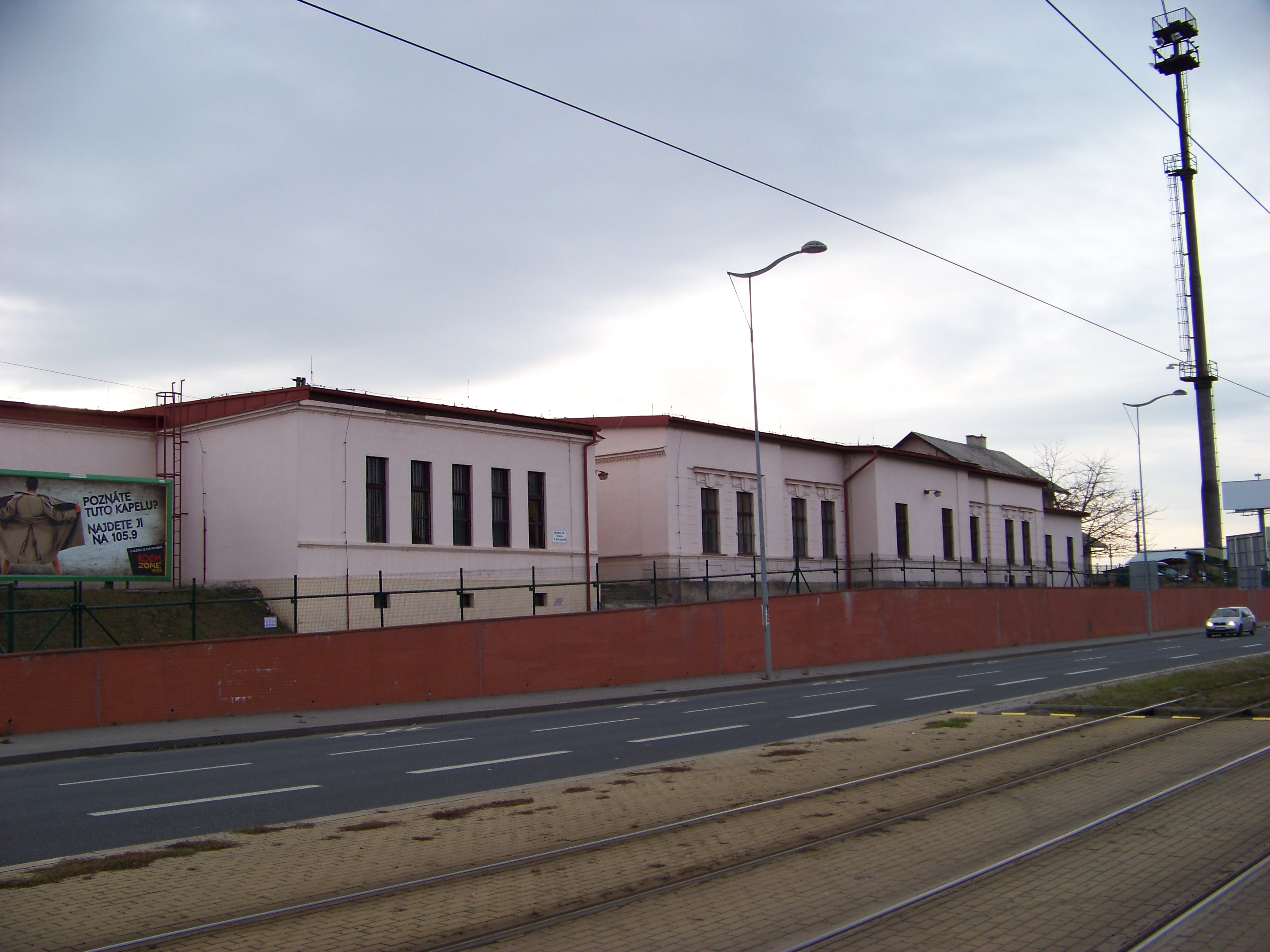
Torzo (přízemí) původní staniční budovy zůstalo zachováno

Původní staniční budova byla téměř zničena při bombardování průmyslových objektů v Libni 25. března 1945; zůstalo stát jen přízemí, ale torzo po opravě sloužilo svému účelu až do nahrazení novou budovou při přestavbě v 70. letech. Dosud stojí na adrese Českomoravská 511/16 v k.ú. Libeň.
Velká přestavba stanice vyvrcholila v roce 1978. Osobní část nádraží byla celá posunuta směrem na východ, byla postavena nová odbavovací hala v nové poloze u křižovatky Harfa mezi ulicí Českomoravskou a nově vzniklou ulicí K Žižkovu, procházející pod novým osobním nádražím čtyřproudým podjezdem. Ta převzala funkci ulice Novovysočanské, jejíž původní podjezd (zhruba v místě nové odbavovací budovy) byl zasypán a ulice byla ve své části od Vysočanského náměstí změněna na slepou. Pod západním zhlavím vznikl nový čtyřproudý podjezd ulice Spojovací.
Vznikla dvě zakrytá ostrovní nástupiště (u budovy nástupiště není) a pod kolejištěm byly vybudovány podchody. Blízká zastávka Praha-Hloubětín byla zrušena.

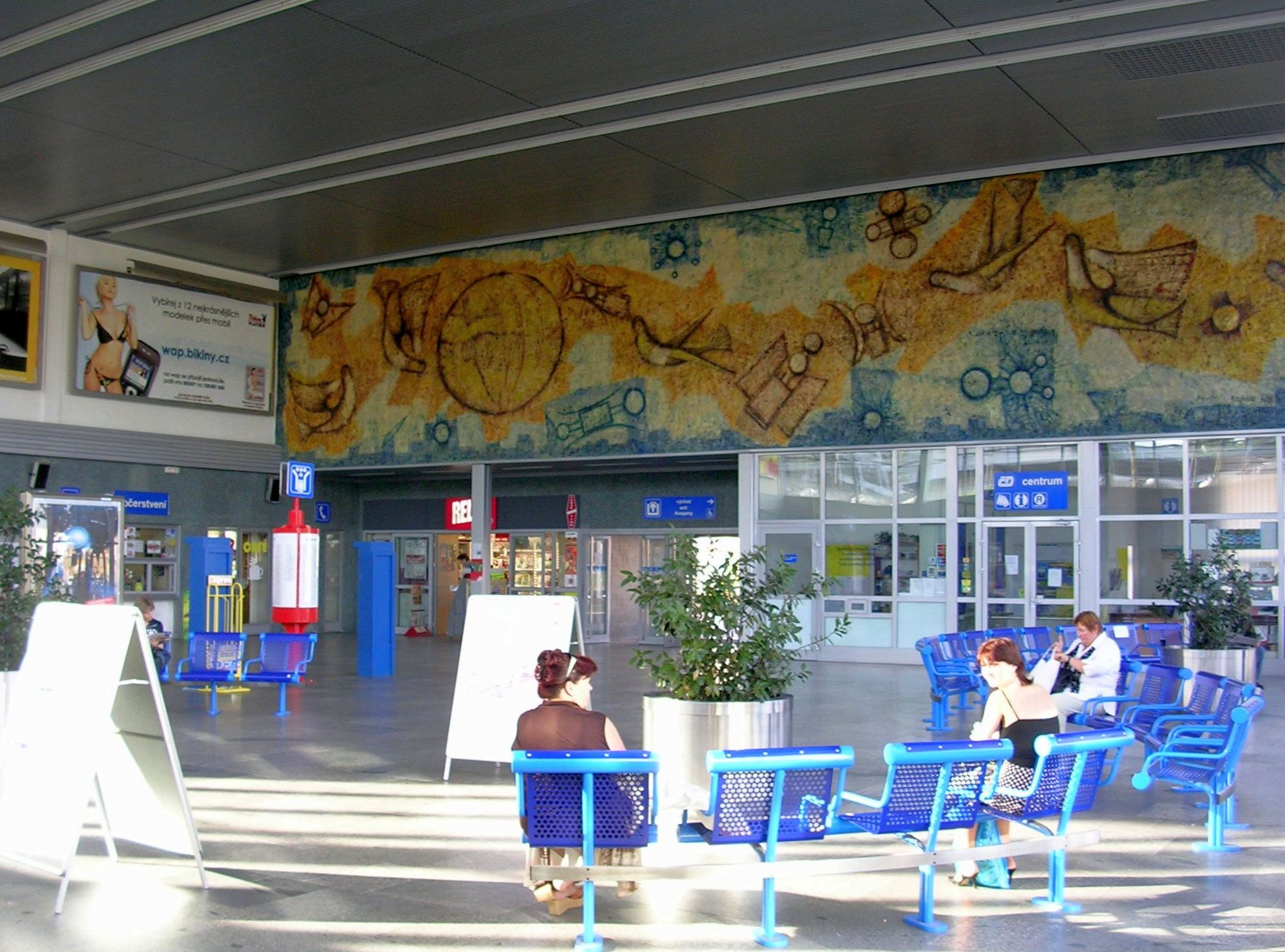
Současná odbavovací hala

V roce 1979 bylo nádraží propojeno jednokolejně se stanicí Praha-Vysočany a vlaky z Masarykova nádraží mohly jezdit do Prahy-Vysočan úvratí přes Prahu-Libeň. V roce 1980 bylo pražské zhlaví tohoto nádraží propojeno, v rámci tzv. holešovické přeložky, do odbočky Rokytka a dále přes tunel pod Bílou skálou na nádraží Praha-Holešovice.
Na podzim 1989 bylo nádraží výchozí stanicí zvláštních vlaků odvážejících uprchlíky z Německé demokratické republiky, kteří se soustředili na pražském velvyslanectví Spolkové republiky. V září 2019 byla na nádraží odhalena pamětní deska připomínající tuto událost. Nádražím tehdy prošlo na 13 tisíc uprchlíků. 
Na jaře 2004 byla v blízkém okolí v souvislosti s pořádáním mistrovství světa v hokeji postavena Sazka Arena (později O2 arena). Z důvodu pořádání hokejového mistrovství světa prošlo libeňské nádraží jako přístupový dopravní uzel pro návštěvníky Sazka Areny rozsáhlou revitalizací. Bylo postaveno další ostrovní nástupiště označené jako první a číslování původních dvou bylo posunuto.
V prosinci 2005 byla v rámci stavby Nového spojení snesena spojovací trať z Masarykova nádraží Hrabovky na hlavní nádraží. V září 2008 bylo Nové spojení zprovozněno. Jeho prostřednictvím bylo nádraží Praha-Libeň spojeno dvojkolejně na hlavní i Masarykovo nádraží a v témže měsíci byla zrušena i trať přes výhybnu Vítkov.
V prosinci 2009 byla na opačném konci nádraží, z běchovického zhlaví, dokončena modernizace trati do stanice Praha-Běchovice na tříkolejnou. Tento úsek tak navázal na již existující tříkolejnou trať Praha-Běchovice – Poříčany (27 km).

### Historická jména
- 1877–1913 Libeň
- 1913–1923 Libeň státní nádraží
- 1923–1941 Libeň horní nádraží
- 1941–1985 Praha-Libeň horní nádraží
- od roku 1985 Praha-Libeň

## Současnost
Ve stanici zastavují osobní vlaky linek systému Esko Praha: S1 Praha Masarykovo nádraží – Český Brod – Kolín, linky S49 Roztoky u Prahy – Praha-Hostivař a linky S7, projíždějící v dopravní špičce pracovního dne z Berouna do Českého Brodu; ty byly v letech 2020 a 2021 podvakráte z důvodu výlukové činnosti v pražském uzlu v Praze rozděleny a jejich zdejší větev přičleněna k lince S1.
Spojení na východ republiky a dále na Slovensko tvoří rychlíky a některé spoje SuperCity, EuroCity a InterCity Českých drah, dále vlaky společností RegioJet a Leo Express. V provozu je také seřaďovací nádraží, které denně obsluhují vlaky společnosti ČD Cargo.

## Okolní objekty
- Harfa – místní pojmenování pro významnou křižovatku – nachází se v bezprostřední blízkosti nádraží
- O2 arena
- Galerie Harfa
- Hlavní budova podniku Sazka